# آرثر إي. موريس
آرثر إي. موريس (بالإنجليزية: Arthur E. Morris)‏ هو سياسي أمريكي، ولد في 1946.